# Tlaková níže Boris
Tlaková níže Boris byla tlakový útvar, který výrazně ovlivňoval počasí nad Českem, okolními státy střední Evropy, Itálií a Balkánem v období od 11. do 19. září 2024. Stála hlavně za ničivými povodněmi ve střední Evropě, ale i výskytem tornád v Polsku a Itálii.

## Typologie
Podle klasifikace povětrnostních situací cyklóna odpovídala situaci Vb, která je charakteristicky spojena s rekordními denními úhrny srážek teplého pololetí v horských a podhorských oblastech Česka. Okraj cyklóny přitom doprovázel výrazný střih větru. Ten vytváří významné vzestupné pohyby, které vedou k vývoji intenzivních srážek.

## Průběh
Dne 11. září 2024 vstoupil do západní Evropy studený vzduch od severozápadu, který se dále šířil na jih. Dostal se až na Středozemní moře, které bylo extrémně přehřáté až o několik stupňů Celsia. Tento výrazný rozdíl teplot umožnil vznik frontální vlny a následně tlakové níže nad Itálií. V Itálii tato níže produkovala silný vítr a bouřky, přičemž se vyskytlo i pár tornád. Níže se pohybovala směrem na severovýchod podél Alp a sála vlhkost a teplo z moří. To je typické chování níží postupujících po dráze Vb. V Česku, hlavně na východě, už tehdy pršelo kvůli studené frontě od severozápadu, ale od půlnoci 13. září začal déšť zesilovat. Během dne už pršelo na téměř celém území, nejméně na úplném západě Čech a v závětří Krušných hor. Na východním Slovensku a v jižním Polsku se vyskytovaly bouřky. Vícejaderná níže Boris se dostala až na území Slovenska a jižního Polska a dále na sever nepostupovala. Dostala se v tzv. kleštích tlakových výší nad Ruskem a Atlantikem a tím pádem se nemohla přesunout dále. Teplotní rozdíl mezi západem a východem ji však umožnil nadále se obnovovat.
Dne 14. září v severozápadní polovině Česka přestalo pršet, na východ se naopak dostávaly přetočené srážky z Polska a vyskytovala se tam vnořená konvekce, která intenzitu srážek zesilovala. Na východě Polska se v přetáčejícím se vlhkém a teplém vzduchu vyskytovaly četné bouřky a v kombinaci se silnějším střihem větru v nízkých hladinách to vedlo k výskytu několika tornád. Vytvořilo se jich až 8 a nejsilnější tornádo dosáhlo síly IF2. Během noci na 15. září se nad Slovenskem připravovala druhá vlna srážek, vzniklo tam další jádro níže. Ráno 15. září pršelo vydatně na východě. Pásmo srážek se posouvalo během dne na západ a postupně slábnul. Dne 19. září však v Itálii způsobily silné deště povodně.
Ve vyšších vrstvách atmosféry se od počátku Borise vyskytovala brázda nízkého tlaku vzduchu. Ta se od jet streamu oddělila a vznikla tak izolovaná cyklona.

## Následky
Tlaková níže Boris přinesla do Česka a okolních států střední Evropy rekordní srážky, které způsobily zřejmě největší povodně za posledních 20 let, lokálně hůře než v roce 1997. V Jeseníkách spadlo za situaci až kolem 500 mm srážek. Pro srovnání: v Libědicích, která se nachází v Mostecké pánvi, spadne ročně kolem 420 mm srážek. Vylévající se řeky zaplavovaly vesnice i města. V Ostravě bylo vlakové nádraží pod vodou. Voda taky poškozovala domy. V Polsku se protrhla hráz a voda brala domy. V Itálii a Polsku tornáda ničila střechy a poškozovala domy. Objevil se i silný vítr, hlavně na horách. Na Šumavě a v Krkonoších v chladném sektoru napadl sníh.